# Palaeosepsis eberhardi
Palaeosepsis eberhardi är en tvåvingeart som beskrevs av Ozerov 2004. Palaeosepsis eberhardi ingår i släktet Palaeosepsis och familjen svängflugor. Inga underarter finns listade i Catalogue of Life.